# Пальмитат кобальта(II)
Пальмитат кобальта(II) — химическое соединение,
соль кобальта и пальмитиновой кислоты
с формулой Co(C15H31COO)2,
твёрдое вещество,
не растворяется в воде.

## Получение
- Реакция пальмитата натрия и хлорида кобальта [1]:

{\displaystyle {\mathsf {CoCl_{2}+2C_{15}H_{31}COONa\ {\xrightarrow {}}\ Co(C_{15}H_{31}COO)_{2}\downarrow +2NaCl}}}

## Физические свойства
Пальмитат кобальта(II) образует твёрдое вещество,
не растворяется в воде, метаноле, этаноле, ацетоне,
растворяется в пиридине , сероуглероде, хлороформе.